# 邢州
邢州（けいしゅう）は、中国にかつて存在した州。隋代から元初にかけて、現在の河北省邢台市一帯に設置された。

## 隋代
596年（開皇16年）、隋により洺州と趙州の一部を分割して邢州が立てられた。607年（大業3年）に州が廃止されて郡が置かれると、邢州は襄国郡と改称され、下部に7県を管轄した。隋代の行政区分に関しては下表を参照。
| 隋代の行政区画変遷 | 隋代の行政区画変遷 | 隋代の行政区画変遷 | 隋代の行政区画変遷   | 隋代の行政区画変遷 | 隋代の行政区画変遷                               |
| 区分               | 開皇元年           | 開皇元年           | 開皇元年             | 区分               | 大業3年                                          |
| ------------------ | ------------------ | ------------------ | -------------------- | ------------------ | ------------------------------------------------ |
| 州                 | 洺州               | 洺州               | 趙州                 | 郡                 | 襄国郡                                           |
| 郡                 | 襄国郡             | 南和郡             | 南趙郡               | 県                 | 竜岡県 内丘県 南和県 平郷県 柏仁県 鉅鹿県 沙河県 |
| 県                 | 襄国県 内丘県      | 南和県             | 平郷県 南䜌県 柏仁県 | 県                 | 竜岡県 内丘県 南和県 平郷県 柏仁県 鉅鹿県 沙河県 |

## 唐代
618年（武徳元年）、唐により襄国郡は邢州と改められた。742年（天宝元年）、邢州は鉅鹿郡と改称された。758年（乾元元年）、鉅鹿郡は邢州の称にもどされた。邢州は河北道に属し、竜岡・堯山・内丘・平郷・沙河・任・南和・鉅鹿の8県を管轄した。

## 宋代以降
1119年（宣和元年）、北宋により邢州は信徳府に昇格した。信徳府は河北西路に属し、邢台・堯山・内丘・平郷・沙河・任・南和・鉅鹿の8県を管轄した。
1129年（天会7年）、金により信徳府は邢州に降格された。邢州は河北西路に属し、邢台・唐山・内丘・平郷・沙河・任・南和・鉅鹿の8県と道武・新店・綦村・団城の4鎮を管轄した。
1262年（中統3年）、モンゴル帝国により邢州は順徳府に昇格した。1265年（至元2年）、順徳府は順徳路総管府とされた。